# Matansaari
Matansaari är en ö i Finland.   Den ligger i kommunen Simo i den ekonomiska regionen  Kemi-Torneå  och landskapet Lappland, i den centrala delen av landet, 600 km norr om huvudstaden Helsingfors.